# Micrathena embira
Micrathena embira là một loài nhện trong họ Araneidae.
Loài này thuộc chi Micrathena. Micrathena embira được Herbert Walter Levi miêu tả năm 1985.